# Can Marquès Contemporani
Can Marquès, también conocida como Can Marquès Contemporani, es una casa señorial convertida en una casa museo de arte contemporáneo situada en el casco antiguo de Palma. El edificio, antes unido al actual número 2 de la misma calle, tiene muchos detalles de la arquitectura modernista como la decoración del patio interior, original del XVII, o la escalera, el elemento más modificado del edificio.

## Edificio
La casa está documentada desde el XIV y conserva gran parte de la decoración de las salas interiores, documentando el estilo de vida de la alta burguesía palmesana en torno a 1900.

## Historia
Can Marquès es una romántica casa señorial ubicada en el casco antiguo de Palma que mezcla su decoración romántica con instalaciones y proyectos de arte contemporáneo, destacando sus colaboraciones con artistas emergentes.En 1786 el propietario era Jaume Vich de Superna y Sunyer, que estaba casado con Joanaina Palou de Coma-Sema. En 1906, fue adquirida por Martí Marquès, empresario que  en América, y la reformó el arquitecto Francesc Roca i Simó, que añadió elementos modernistas.

### El Marqués
Según Nieves Barber Pérez, Martí Marquès fue un agricultor de Sóller que emigró a Puerto Rico durante la enfermedad de las naranjas. Allí montó un cafetar e hizo mucho dinero. Volvió a la isla coincidiendo con la caída de Cuba y se casó con una prima. Fue indiano y como todo burgués ilustrado ocupó un cargo de concejal en el ayuntamiento de Sóller, tuvo cargo en el Crèdit Balear y tuvo cargos en el ayuntamiento de Palma. 

## Colección
La colección de Can Marqués cuenta con obras de una treintena de artistas de arte contemporáneo: Yara El-Sherbini, Toni Amengual, Teresa Matas, Ramón Company, Rafa Forteza, Pepe Llambías, Pepe Guerrero, Pedro Vidal, Oscar Seco, Mateo Maté, Martín y Sicilia, María Lopez Moral, Juana Vasconcelos, Juan Sastre, Juan Ramis "Sineu", Gloria Mas, Fernando Mezquita, Faustino Aizkorbe, Fabian Shalekamp, Dionisio González, Biel March, Barbara Juan, Antonio Camba, Amparo Sardo, Almudena Tabeada, Ahmad Nadalian y Á.